# ヴィンチェンツォ・アッバーティ
ヴィンチェンツォ・アッバティ（Vincenzo Abbati, 1803年 - 1866年か1874年頃没）はイタリアの画家である。教会などの室内を描いた作品で知られる。マッキア派の画家、ジュゼッペ・アッバーティ(1836-1868)の父親である。

## 略歴
ナポリで生まれた。父親はナポリに駐留していたナポレオンの軍の士官であったとされる。ナポリのサン・カルロ劇場の運営する舞台美術家を養成する学校で学んだ後、1822年にナポリの王立美術研究所(Reale Istituto di Belle Arti)に入学し、ジュゼッペ・カンマラーノ(Giuseppe Cammarano: 1766-1850)に学んだ 。1816年にナポリは両シチリア王国としてフェルディナンド1世が国王になっていた。1826年に王室の展覧会に出展した。アッバティはフェルディナンド1世の娘でベリー公シャルル・フェルディナンの妃となったマリー・カロリーヌ・ド・ブルボンから多くの注文を得るようになった。1836年に息子のジュゼッペ・アッバーティがナポリで生まれた。ベリー公、シャルル・フェルディナンは1820年に暗殺されていてマリー・カロリーヌは各地を移り住んでいて、アッバティも1842年にフィレンツェ、1844年にオーストリアのグラーツなどに滞在し、1846年にヴェネツィアに移った。1856年にナポリに戻り、その後はナポリで暮らした。
亡くなった年については、これまでは1866年とされていたが、1874年に債務に関する裁判に出た記録があり、1876年ころに亡くなったとされる。
遠近法や明るさのコントラストで奥行を強調する室内画を多く描いた。

## 作品

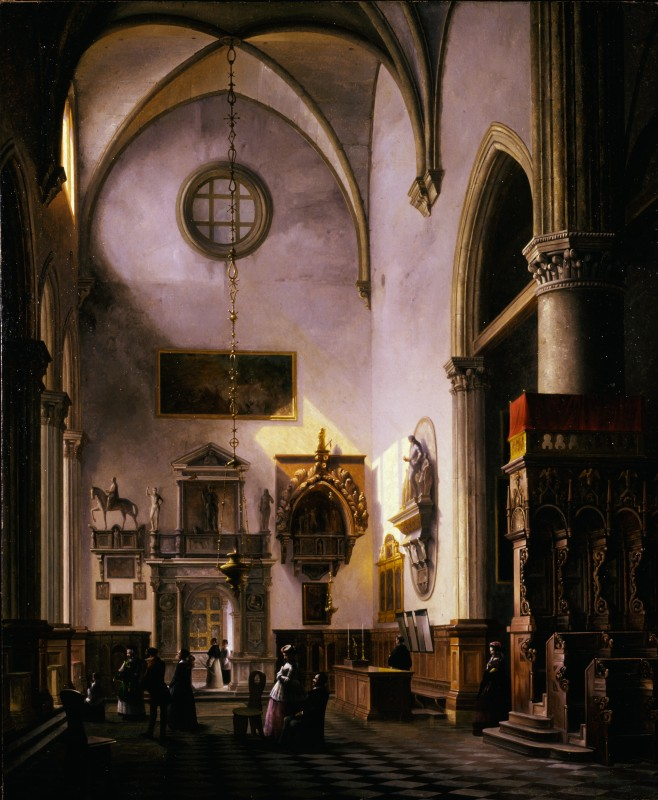
ヴェネツィアの教会のパオロ・サヴェッリの墓
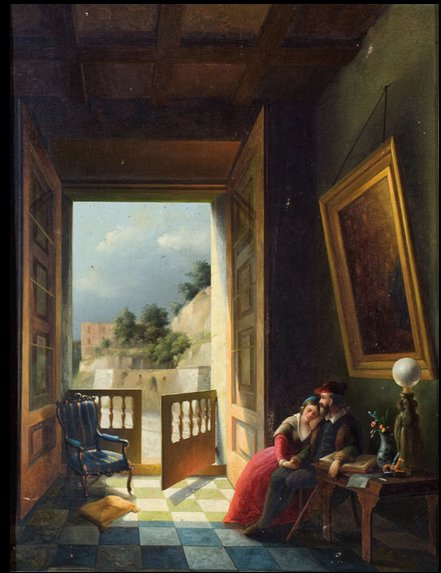
室内画
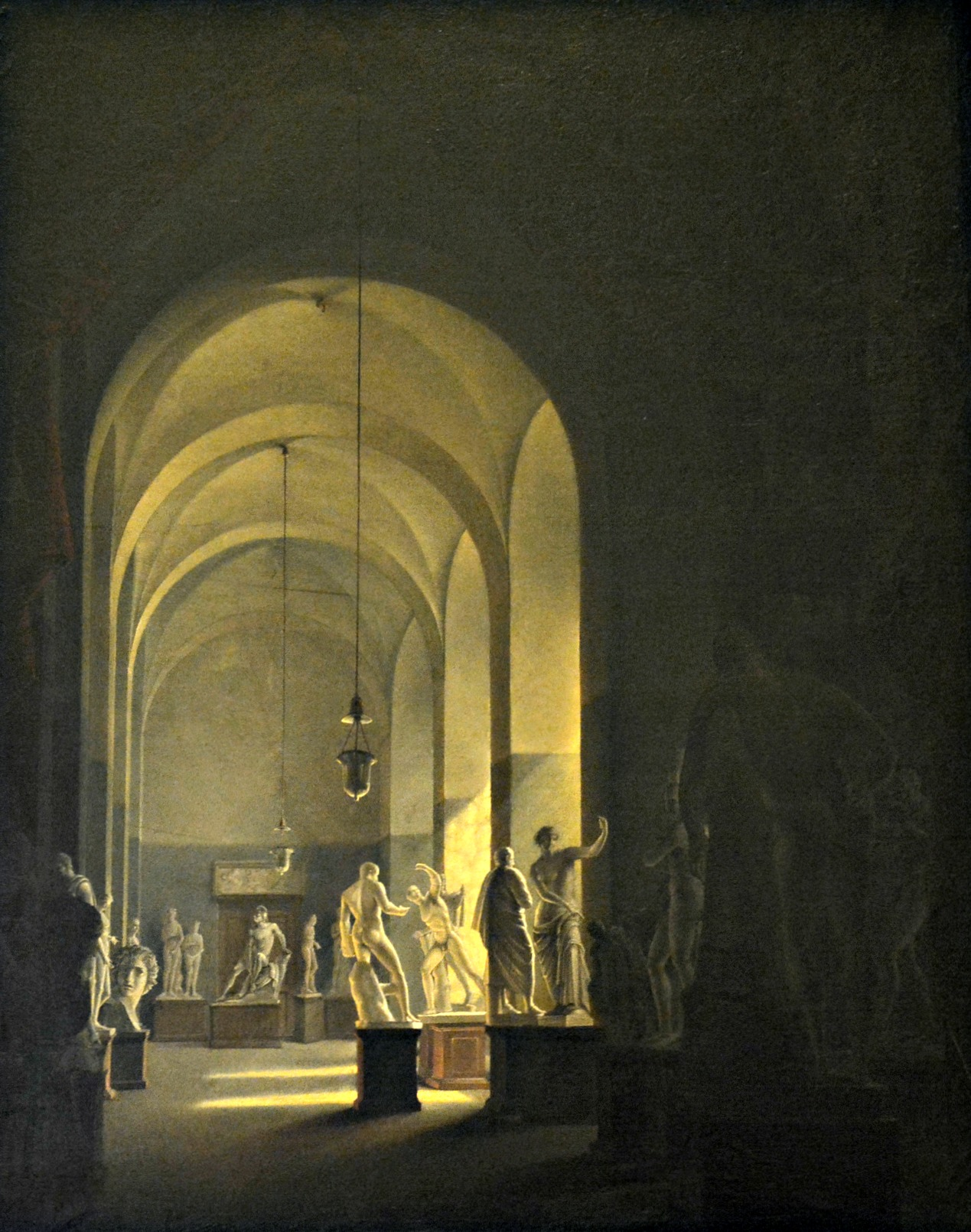
王立美術学校の彫刻室